# Вирий Луп
Вирий Луп (на латински: Virius Lupus; * ок. 160; † сл. 205) е римски политик и военен в края на II и началото на III век.

## Биография
Син е на Луций Вирий (* ок. 140) и на Антония (* ок. 140), дъщеря на Марк Антоний Зенон (суфектконсул 148 г.). По бащина линия е внук на Квинт Вирий и на Ларция (* 125, дъщеря на Авъл Ларций Лепид).
Той е homo novus. Служи като легат в провинция Германия и е привърженик на Септимий Север по време гражданската война последвала след убийството на Пертинакс. През 197 г. е номиниран за проконсул или управител на римската провинция Британия след Деций Клодий Албин до 201/202 г. При управлението на провинцията е подпомаган от прокуратора Секст Варий Марцел.

## Фамилия
Женен е за Юлия (* 180 г.). Баща е на:
- Луций Вирий Агрикола (консул 230 г.), баща на Вирий Луп (консул 278 г.)
- Луций Вирий Луп Юлиан (консул 232 г.)
- Вирия Юлиана (* 205; † сл. 241), омъжена за Луций Алфений Авитиан от фамилията Алфении; имат син Луций Алфений Вирий Юлиан